# Salacia caloneura
Salacia caloneura är en benvedsväxtart som beskrevs av Albert Charles Smith. Salacia caloneura ingår i släktet Salacia och familjen Celastraceae. Inga underarter finns listade.